# Anna Oeller
Anna Oeller (* 5. Juni 1961) ist eine deutsche Filmproduzentin.

## Leben
Anna Oeller studierte zunächst Jura und danach bis 1992 Filmproduktion an der Hochschule für Fernsehen und Film München. Sie wurde dann bei der Neuen deutschen Filmgesellschaft als Producerin und dann als TV-Produzentin tätig. Seit 2003 ist sie Produzentin bei Bavaria Film.
Für den Fernsehfilm Brief an mein Leben wurde sie 2017 für den Grimme-Preis nominiert.

## Filmografie (Auswahl)
- 2002: Hannas Baby
- 2005: Auf den Spuren der Vergangenheit
- 2007: Ohne einander
- 2011: Mein eigen Fleisch und Blut
- 2011: Familie macht glücklich
- 2012: Die Heimkehr
- 2013: Neue Adresse Paradies
- 2014: Die Familiendetektivin (Fernsehserie, 10 Folgen)
- 2015: Brief an mein Leben
- 2019: Ich brauche euch
- 2020: Annie – kopfüber ins Leben
- 2021: Faltenfrei (Fernsehfilm)
- 2024: Ungeschminkt (Fernsehfilm)
- 2024: Mein Kind – Moya Ditina